# Velho Canal das Bahamas

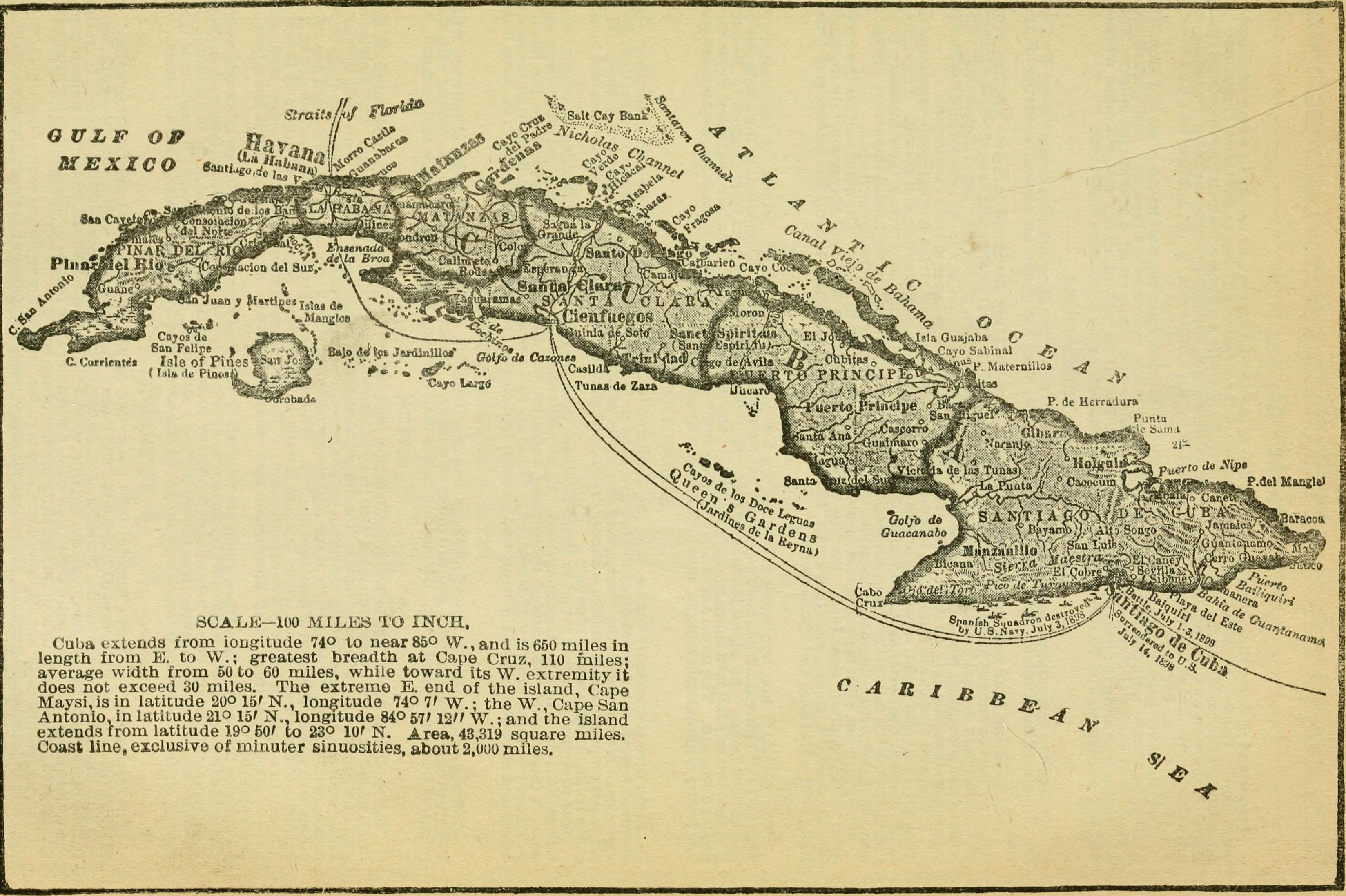
Mapa de 1899 com o Velho Canal das Bahamas − Canal Viejo de Bahama.

O Velho Canal das Bahamas é um estreito na costa norte de Cuba e Arquipélago de Sabana-Camagüey e sul do Grande Banco das Bahamas. Tem aproximadamente 161 km de comprimento e 24 km de largura.
A rota comercial colonial espanhola, que inicialmente favoreceu o Velho Canal das Bahamas, transferiu-se para o Estreito da Flórida (o Novo Canal das Bahamas), por ser uma alternativa mais segura.